# Keithsburg
Keithsburg ist eine Kleinstadt im Mercer County im Nordwesten des US-amerikanischen Bundesstaates Illinois am Ostufer des Mississippi River. Das U.S. Census Bureau hat bei der Volkszählung 2020 eine Einwohnerzahl von 550 ermittelt.

## Geografie
Keithsburg liegt auf 41°06'00" nördlicher Breite und 90°56'14" westlicher Länge. Die Stadt erstreckt sich über 8,2 km², die sich auf 6,7 km² Land- und 1,5 km² Wasserfläche verteilen.
Keithsburg liegt am Ostufer des Mississippi River, der die Grenze nach Iowa bildet. Durch Keithsburg führt keine Straße, die von staats- oder landesweiter Bedeutung ist.
Über die 76 km entfernten Quad Cities sind es bis Chicago 347 km in nordöstlicher Richtung, Peoria liegt 152 km im Südosten, Iowas Hauptstadt Des Moines liegt 284 km im Nordwesten und St. Louis in Missouri liegt 338 km im Süden.

## Hochwasser
Während des Mississippi-Hochwassers von 1993 wurde Keithsburg stark zerstört. Inzwischen wurde die Stadt wieder aufgebaut und kehrte zum normalen Leben vor dem Hochwasser zurück.
Bei einem weiteren Hochwasser im Jahre 2008 brachen zwei Dämme in der Nähe der Stadt, die nun erneut überflutet wurde.

## Demografische Daten
Bei der Volkszählung im Jahre 2000 wurde eine Einwohnerzahl von 714 ermittelt. Diese verteilten sich auf 278 Haushalte in 199 Familien. Die Bevölkerungsdichte lag bei 106,9/km². Es gab 306 Gebäude, was einer Bebauungsdichte von 45,8/km² entspricht.
Die Bevölkerung bestand im Jahre 2000 aus 98,32 % Weißen, 0,28 % Afroamerikanern, 0,18 % Indianern und 1,40 % Mischlingen. 0,42 % der Bevölkerung bestand aus Hispanics, die verschiedenen der genannten Gruppen angehörten.
26,9 % waren unter 18 Jahren, 7,7 % zwischen 18 und 24, 26,6 % von 25 bis 44, 22,1 % von 45 bis 64 und 16,7 % 65 und älter. Das durchschnittliche Alter lag bei 36 Jahren. Auf 100 Frauen kamen statistisch 91,4 Männer, bei den über 18-Jährigen 88,4.
Das durchschnittliche Einkommen pro Haushalt betrug $32.500, das durchschnittliche Familieneinkommen $40.781. Das Einkommen der Männer lag durchschnittlich bei $27.000, das der Frauen bei $16.619. Das Pro-Kopf-Einkommen belief sich auf $14.008. Rund 10,3 % der Familien und 14,0 % der Gesamtbevölkerung lagen mit ihrem Einkommen unter der Armutsgrenze.